# PGC 1827376
LEDA/PGC 1827376 ist eine Galaxie im Sternbild Haar der Berenike am Nordsternhimmel. Sie ist schätzungsweise 830 Millionen Lichtjahre von der Milchstraße entfernt und hat einen Durchmesser von etwa 125.000 Lichtjahren. Vom Sonnensystem aus entfernt sich das Objekt mit einer errechneten Radialgeschwindigkeit von näherungsweise 18.600 Kilometern pro Sekunde.
Im selben Himmelsareal befinden sich unter anderem die Galaxien IC 3458, IC 3482, IC 3515, PGC 1840180.